# Светозар Зорић
Светозар Зорић (Тител, 1854. —  Београд, 11. новембар 1931.) био је српски машински инжењер и професор Универзитета у Београду.

## Биографија
Светозар Зорић је започео студије на Великој школи, а завршио у Немачкој где је специјализовао машинство. Једно време је радио у Француској, Немачкој и Белгији. По повратку у Србију (1886), био је запослен као инжењер на железници, учествовао је у организовању Српског бродарског друштва, био технички саветник Главног савеза земљорадничких задруга и професор (1887‒1925) Науке о машинама на Техничком факултету. Био је одликован у Србији (орден Светог Саве, Таковски крст) и Француској (орден Почасне легије).
Зорић је био један од оснивача Машинског одсека Техничког факултета. Поред Теорије машина, предавао је и Хидраулику мотора и Кинематику механизама.
Професори Драгутин Милутиновић, за предмете из области архитектуре, архитекта Милан Капетановић за предмете Нацртне геометрије и перспективе, као и инжењер Светозар Зорић као професор Науке о машинама, значајно су допринели развоју науке и трасирали пут развоја технике y Србији.Од 1880. до 1884. Краљевина Србија добија прву железничку пругу која повезује градове Београд и Ниш, у дужини од 234,5 км. Великом подухвату инкорпорирања српских, у западне и источне саобраћајне мреже, допринели су Јован Смедеревац, Васа Атанацковић, Драгутин Милутиновић и Светозар Зорић.
Зорић је објављивао путописе и бавио се сликарством, највише акварелом. У Првој српској сликарској школи у Београду предавао је историју уметности.

## Аутор путописа и књига
- Аликанте, Српски књижевни гласник, Београд, 1904.
- Севиља, Српски књижевни гласник, Београд, 1905.
- Пут кроз Шпанију, Народна библиотека „Стојан Трумић“ Тител, 2021,  978-86-903124-3-6